# Reidcyclops trajani
Reidcyclops trajani – gatunek widłonoga z rodziny Cyclopidae. Nazwa naukowa tego gatunku skorupiaków została opublikowana w 1994 roku na podstawie prac naukowych amerykańskich biologów Janet W. Reid z Smithsonian Institution, National Museum of Natural History w Waszyngtonie oraz Davida L. Strayera.